# Thuspeinanta
Thuspeinanta là một chi thực vật có hoa trong họ Hoa môi (Lamiaceae).

## Loài
Chi Thuspeinanta gồm các loài: